# 罗岑铁路
罗岑铁路，是位于广东省罗定市、广西壮族自治区岑溪市境内的一条在建铁路。东起春罗铁路终点罗定站，西至岑溪站与益湛铁路接轨。正线全长75.685公里。

## 线路
罗定市境内正线长33.994km，岑溪境内正线长41.426km。主要技术标准为国铁Ⅱ级，单线。列车行车速度为120km/h，内燃牵引，预留电化条件。预测运量为初期货运400万吨，客运4对；远期货运550万吨，客车6对。设计年运力初期货运615万吨，近期1343万吨客车8对／日。 

## 历史
2001年11月27日，国家发展计划委员会批复了新建罗岑铁路项目建议书，投资估算总额为9.93亿元。
2002年3月经罗定市人民政府罗办复[2002]4号文件批准，2002年4月15日中铁（罗定岑溪）铁路有限责任公司成立。注册地址为广东省罗定市火车站综合大楼七楼，注册资本500万元。其中，广东罗定铁路总公司出资290万元，占股58%；代表铁道部的中国铁路建设投资公司出资200万元，占股40%；广西岑溪市铁路建设有限公司出资10万元，占股2%。中铁罗岑主营业务：铁路运输业；罗定至岑溪铁路的建设及客、货运输。
2005年3月28日国家发改委以“发改交运（2005）491号”文核准同意罗岑铁路建设。工程总投资上调至11.36亿元。 
2006年8月22日，深圳市中技实业（集团）有限公司以4186万元收购罗定铁路公司100%股权，并承诺3年内建成罗岑铁路。罗定铁路公司更名为广东罗定中技铁路集团有限公司，企业性质由国有变为民营。该公司持有春罗铁路运营方中铁（罗定）铁路有限责任公司的59%股权，以及待建的中铁（罗定岑溪）铁路有限责任公司合计99.40%股权。2006年末象征性举行开工仪式。原定于2009年通车。
2006年11月，上市民企天津宏峰实业股份有限公司以4.11亿元收购深圳中技的中铁（罗定）铁路有限责任公司的59%股权。之后，天津宏峰以1.63亿元收购了中铁罗定少数股东持有的24.43%股权，合计占股83.43%。另外16.57%股权由中国铁路建设投资公司持有。
2007年8月，天津宏峰又以3.479亿元深圳中技持有的中铁（罗定岑溪）铁路有限责任公司99.40%股权。后于2009年通过增资扩股把中铁罗岑的股权提高到99.85%。
2008年4月天津宏峰改名为天津国恒铁路控股有限公司。 
2009年，*ST国恒非公开发行募资21亿元，投资罗岑铁路项目总投资14.5亿元。并重新规划了罗岑铁路的建设，计划于2011年12月通车。 
2012年1月，国恒铁路募投进展显示，累计投入建设资金9.09亿元，而罗定市政府资料表明，截至2012年10月底，罗岑铁路完成投资仅3.42亿元。
截至2013年3月31日，中铁罗岑的资产总额15.63亿元，净资产14.47亿元，无营业收入。
2013年7月25日*ST国恒（000594）与罗定市政府签署了《框架协议书》，罗定政府或其指派的第三方（广西维尼纶集团）以15亿元对价将受让公司持有的中铁（罗定岑溪）铁路有限责任公司（简称“中铁罗岑”）99.85%股权。
2017年4月24日，罗岑铁路被列入广东省十三五规划重大交通基础设施项目表的第八位，并于此后多年列入广东省重点项目建设计划。烂尾长达9年的罗岑铁路有望于2021年正式复工。